# Lewisburg, Tennessee
Lewisburg är administrativ huvudort i Marshall County i Tennessee. Orten har fått sitt namn efter militären och upptäcktsresanden Meriwether Lewis. Vid 2020 års folkräkning hade Lewisburg 12 228 invånare.